# AVF–10
Az AVF–10 (cirill betűkkel: АВФ–10) szovjet gyakorló vitorlázó repülőgép, Alekszandr Jakovlev első repülőgépe. 1924-ben repült először.

## Története
Jakovlev 15 évesen, 1921-ben kapott egy könyvet, mely nagy hatást gyakorolt rá. Ekkor kezdett el érdeklődni a repülés és a repülőgépek iránt, majd modellezni kezdett. Több vitorlázó modellt épített. 1923 augusztusában pedig a gimnáziumában megszervezte a Légiflotta Barátai Körének (ODVF) első iskolai klubját, ahol mintegy 60 diákot maga köré gyűjtve vitorlázó modelleket építettek. Az iskolát közben befejezte, és Anoscsenko mellett kezdett el segédkezni a Makaka nevű vitorlázó repülőgépének építésénél. Ezt követően határozta el, hogy a következő koktyebeli versenyre saját gépet épít. A kezdéshez Iljusintól kért tanácsot, akivel még az első koktyebeli vitorlázó versenyen ismerkedett meg.

## Az AVF–20
Az 1925-ös, negyedik koktyebeli össz-szövetségi vitorlázó versenyre Jakovlev megépített az AVF–10 módosított, nagyobb teljesítményű (jobb sikló tulajdonságú) változatát, az AVF—20-ast, mely konstrukciós szempontból lényegében nek különbözött elődjétől. A gép részt vett az 1927-es negyedik koktyebeli vitorlázó versenyen. (1926-ban nem rendezték meg az előző évben történt katasztrófa miatt.) A gépet a legjobb gyakorló vitrolázó gépnek járó díjjal tüntették ki. Akkor ott oktató-gyakorló gépként is használták, érdekesség, hogy a csoportnak tagja volt Koroljov is.